# Leptocoryphium
Leptocoryphium är ett släkte av gräs. Leptocoryphium ingår i familjen gräs.
Kladogram enligt Catalogue of Life:
| Leptocoryphium | \| \| Leptocoryphium lanatum \| \| \| \| \| \| Leptocoryphium villaregalis \| \| \| \| |
|                | \| \| Leptocoryphium lanatum \| \| \| \| \| \| Leptocoryphium villaregalis \| \| \| \| |
|                | Leptocoryphium lanatum                                                                 |
|                |                                                                                        |
|                | Leptocoryphium villaregalis                                                            |
|                |                                                                                        |